# Paliat
Paliat is een bestuurslaag in het regentschap Sumenep van de provincie Oost-Java, Indonesië. Paliat telt 2251 inwoners (volkstelling 2010).